# Pseudocanthon chlorizans
Pseudocanthon chlorizans là một loài bọ cánh cứng trong họ Bọ hung (Scarabaeidae).